# Classe Triunfo

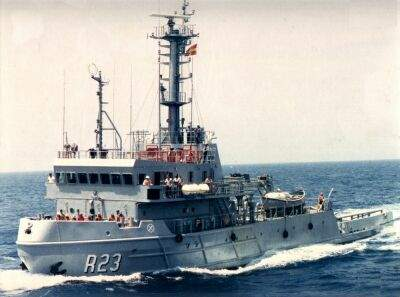
Rebocador RbAM Triunfo (R-23)
Classe Triunfo.

A Classe Triunfo é uma classe de rebocadores de alto mar (RbAM) da Marinha do Brasil. Faziam parte de uma encomenda de rebocadores ao Estaleiro da Amazônia (ESTANAVE) para a Petrobras - Petróleo Brasileiro S/A, onde estes prestariam apoio as plataformas petrolíferas. Após a encomenda ser cancelada parcialmente, os cascos foram negociados com a Marinha e convertidos para a sua nova função.

## Confusão de Nomes
A Classe Tritão ( RbAM Tritão (R-21) 1947, RbAM Tridente (R-22) 1947 e RbAM Triunfo (R-23) 1947 ) foi operada pela Marinha do Brasil de 1947 até 1986. Com a nova Classe Triunfo, a Marinha utilizou os mesmos nomes e designações da Classe Tritão. O primeiro navio a ser incorporado foi o RbAM Triunfo (R-23), substituindo o antigo rebocador de mesmo nome. Por isso, esta nova classe é a Classe Triunfo e não Tritão, esta também é uma forma de diferenciá-los.

## Lista de Navios
- R21 Tritão - ex-Sarandi (Petrobrás)[1]
- R22 Tridente - ex-Sambaida (Petrobrás)
- R23 Triunfo - ex-Sorocaba (Petrobrás)

## Características
- Deslocamento (ton): 1.350-padrão / 1.680-plena carga
- Dimensões (metros): 55,4 x 11,6 x 3,4
- Tripulação: 49 homens
- Tração Estática (ton): 23,5
- Velocidade (nós): 12
- Raio de Ação (milhas): 11.880 à 10 nós
- Autonomia (dias): 45
- Armamento: 2 metralhadoras Oerlikon 20 mm Mk10